# Volker Bruch
Volker Bruch, né le 9 mars 1980 à Munich, est un acteur allemand.
Acteur phare dans son pays, il a obtenu une reconnaissance internationale en tenant le premier rôle de la mini-série historique Génération War (2013) avant de devenir la vedette de la série à succès Babylon Berlin diffusée sur Canal+ et Netflix depuis 2017 dans lequel il interprète le rôle de l'inspecteur de police Gereon Rath. 
Il a également tenu des seconds rôles chez le réalisateur anglais Stephen Daldry et chez les cinéastes français  Jean-Paul Salomé et Cédric Jimenez.

## Biographie
Il est né à Munich en Allemagne, d'un père allemand exerçant la profession d'ingénieur et d'une mère enseignante d'origine autrichienne.
Il a cinq frères et sœurs (c'est le deuxième de la fratrie)[réf. souhaitée].
Après l'obtention de son Abitur (équivalent du baccalauréat français) à Munich, il obtient son diplôme d'art dramatique au Séminaire Max-Reinhardt à [[Vienne (Autriche)|Vienne[réf. souhaitée]]].

### Vie privée
Depuis 2009, il est en couple avec l'actrice austro-suisse Miriam Stein, rencontrée sur le tournage de Goethe!.
Ils ont eu un enfant en mars 2017[réf. souhaitée].
Il dit être en grande partie végan depuis 2015.

## Filmographie

### Cinéma
- 2003 : Le Triomphe de la passion (Raus ins Leben) de Vivian Naefe
- 2005 : Rose d'Alain Gsponer : Axi
- 2006 : Das wahre Leben d'Alain Gsponer : Charles Spatz
- 2007 : Beste Zeit (de) de Marcus H. Rosenmüller : Toni
- 2008 : The Reader de Stephen Daldry : Dieter
- 2008 : Little Paris de Miriam Dehne : Stefan
- 2008 : Les Femmes de l'ombre de Jean-Paul Salomé : Lieutenant Becker, l'officier second d'Heindrich
- 2008 : La Bande à Baader (Der Baader Meinhof Komplex) d'Uli Edel : Stefan Aust
- 2008 : Baron Rouge de Nikolai Müllerschön (en) : Lothar von Richthofen
- 2009 : La Ferme du crime (Tannöd) de Bettina Oberli : Johann Hauer
- 2010 : Young Goethe in Love (Goethe!) de Philipp Stölzl : Wilhelm Jerusalem
- 2010 : Nanga Parbat - L'ascension extrême (Nanga Parbat) de Joseph Vilsmaier : Gerd Bauer
- 2011 : Westwind de Robert Thalheim : Nico
- 2012 : Confession d'un enfant du siècle de Sylvie Verheyde : Henri Smith
- 2014 : Tour de force (Hin und weg) de Christian Zübert : Finn
- 2014 : Beste Chance de Marcus H. Rosenmüller : Toni
- 2015 : Un prof pas comme les autres 2 (Fack Ju Göhte 2) de Bora Dagtekin : Hauke
- 2015 : Un séminaire mortel (Outside the Box) de Philip Koch : Frederick Schopner
- 2017 : HHhH de Cédric Jimenez : Schellenberg
- 2018 : Millénium : Ce qui ne me tue pas (The Girl in the Spider's Web) de Fede Alvarez : Peter Ahlgren
- 2019 : Rocca verändert die Welt de Katja Benrath : Henning
- 2022 : The Path de Tobias Wiemann : Ludwig
- 2024 : Race for Glory: Audi vs. Lancia de Stefano Mordini : Walter Röhrl

### Télévision

#### Séries télévisées
- 2002 : Vater wider Willen : Sammy
- 2003 : STF : Bert Wunderlick
- 2004 : Rex, chien flic (Kommissar Rex) : Max König
- 2004 : Les Enquêtes du professeur Capellari (Die Verbrechen des Professor Capellari) : Bernd Geissler
- 2004 : SOKO Kitzbühel : Julin Schweiger
- 2004 - 2005 / 2008 / 2013 : Tatort : Klaus Zadera / Volker Bensch / Oliver Bendler / Lars Quinn
- 2005 : Brigade du crime (SOKO Leipzig) : Marco Hoss
- 2005 : Inter weißen Segeln : Florian
- 2007 : Une équipe de choc (Ein starkes Team) : Tim König
- 2007 : Der Staatsanwalt : Bastian Tressen
- 2013 : Génération War : Wilhelm Winter
- 2013 : München Mord : Toni Bernlocher
- 2014 : Die Pilgerin : Otfried Willinger
- 2017 - 2023 : Babylon Berlin : Gereon Rath
- 2019 : Jerks : Volker Bruch

#### Téléfilms
- 2004 : Baal d'Uwe Janson : Johannes
- 2005 : Hengstparade de Michael Kreindl : Markus Lex
- 2006 : Le Naufrage du Pamir (Der Untergang der Pamir) de Kaspar Heidelbach (de) : Bernd Russek
- 2007 : Nichts ist vergessen de Nils Willbrandt : Olaf Stahmann
- 2008 : Les Nouvelles Stars (Machen wir’s auf Finnisch) de Marco Petry : Matti
- 2008 : Einer bleibt sitzen de Tim Trageser : Michael
- 2011 : Treasure Guards – Das Vermächtnis des Salomo d'Iain B. MacDonald : Luca
- 2015 : Das goldene Ufer de Christoph Schrewe : Walther Fichtner
- 2016 : Ein Teil von uns de Nicole Weegmann : Micki